# Дон Цено (Казерта)
Дон Цено је насеље у Италији у округу Казерта, региону Кампанија.
Према процени из 2011. у насељу је живело 39 становника. Насеље се налази на надморској висини од 47 м.